# Kościół św. Katarzyny Aleksandryjskiej w Świętej Katarzynie
Kościół św. Katarzyny Aleksandryjskiej w Świętej Katarzynie (Sanktuarium Matki Bożej Częstochowskiej w Świętej Katarzynie) – rzymskokatolicki obronny kościół parafialny w Świętej Katarzynie, w gminie Siechnice.

## Historia
Kościół wzmiankowany w 1257 roku, obecny zbudowany w XIII wieku. Do pożaru, jaki wybuchł 14 września 1720 r., kościół miał odeskowany malowany strop oraz podłogę z cegieł i płyt nagrobnych. Odbudowany w latach 1743-8; wydłużono prezbiterium, dobudowano nad zakrystią lożę kolatorską, nad całym kościołem strop lunetowy, zmieniono wystrój wnętrza na barokowy. Restaurowany z 1902 roku. W lutym 1945 roku po wysadzeniu przez wycofującą się armia niemiecką pozostały relikty ścian i uszkodzona wieża. Odbudowany w latach 1949-52. Odbudowany kościół  29 maja 1952 roku został poświęcony przez prymasa  Stefana Wyszyńskiego. W 1956 intronizowano kopię obrazu Matki Boskiej Częstochowskiej przywiezionego przez repatriantów z Doliny. W dniu 16.10.1999 roku arcybiskup metropolita wrocławski Henryk Gulbinowicz ustanowił sanktuarium Matki Bożej Częstochowskiej.
W latach 1552–1654 kościół służył protestantom. Do zakazu przez władze pruskie w 1800 roku odprawiano msze w języku polskim.

## Architektura
Kościół późnoromański, orientowany, murowany, jednonawowy z nawą i prezbiterium z XIII wieku, wieża i zakrystia z około 1500 roku. Częściowo zachowane mury kościoła wzniesione z cegły o układzie wendyjskim. W południowej ścianie nawy zachowana baza talerzowa portalu. Na ścianach podokapowe fryzy: nałęczkowy i kratowy.

## Wyposażenie
Wyposażenie kościoła jest głównie barokowe.
Wewnątrz kościoła:
- obraz Matki Boskiej Częstochowskiej przywieziony 20.08.1945 roku z kościoła Narodzenia Najświętszej Marii Panny w Dolinie (dawna archidiecezja lwowska) Łaskami słynący obraz Matki Bożej Częstochowskiej

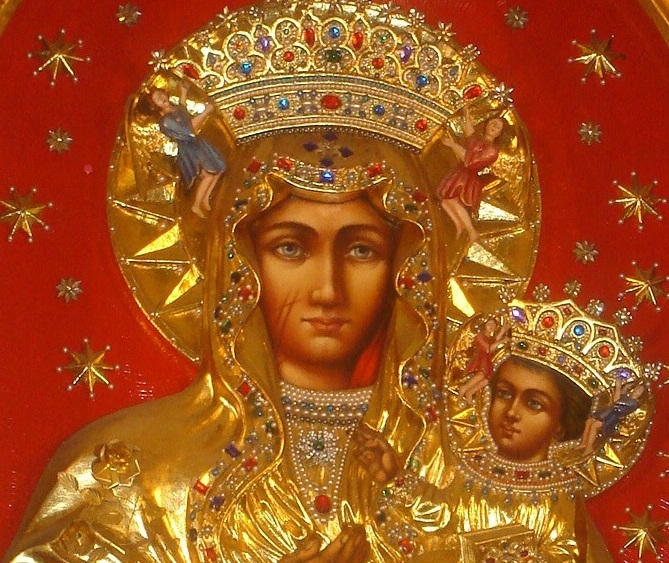
Łaskami słynący obraz Matki Bożej Częstochowskiej

- obraz Zwiastowanie Najświętszej Maryi Panny w ołtarzu głównym (XVIII w.)
- obraz Nawiedzenie Najświętszej Maryi Panny w ołtarzu głównym (XVIII w.)
- rzeźba Jana Chrzciciela w ołtarzu głównym (XVIII w.)
- rzeźba Jana Ewangelisty w ołtarzu głównym (XVIII w.)
- rzeźba św. Elżbiety w ołtarzu głównym (XVIII w.)
- rzeźba św. Jadwigi w ołtarzu głównym (XVIII w.)
- rzeźba wolnostojąca proroka Zachariasza przeniesiona z kościoła w Lubiążu (ok.1680-90)
- rzeźba wolnostojąca św.Ignacego, przeniesiona z kościoła w Lubiążu (XVIII)
- klasycystyczna chrzcielnica (XVIII/XIX w.), przeniesiona z kościoła filialnego w Sulimowie
- obrazy Drogi Krzyżowej (pocz. XX w.)
- płyta nagrobna członka rodu von Reisewitz (ok. 1500)
- płyta nagrobna Błażeja Schari (1502)

Na zewnątrz kościoła:
- późnogotycka kapliczka z piaskowca (w filarze muru) ufundowana przez kanonika wrocławskiego Macieja Jana Stephetiusa (1651)
- mur obronny z otworami strzelniczymi (pocz. XVII w.)
- barokowa brama główna z trzema przejściówkami zwieńczona figurką św. Katarzyny (remont rozpoczęty wiosną 2019 - trwa nadal)
- stacje Drogi Krzyżowej (2000)
- cztery jednakowe płyty nagrobne zmarłych z lat 1844-1914
- wolno stojąca dzwonnica z czterema dzwonami: Chrystus vincit (1000 kg), Najświętsza Maryja Panna Królowa Polski (500 kg), św. Katarzyna (280 kg) oraz św. Michał Archanioł (150kg)(1999)[4][6][7][9] Remont kapitalny przeprowadzono jesienią 2019 r.

## Organy
Zbudowane w latach 1992-1998 przez Zakład Organmistrzowski „Cynar”.
Remont kapitalny przeprowadzono w 2016 r.

### Dyspozycja organów
Traktura gry pneumatyczna, traktura rejestrów pneumatyczna.
| Manuał                                                                                         | Pedał      | Połączenia                |
| ---------------------------------------------------------------------------------------------- | ---------- | ------------------------- |
| Princypał 8’ Flet kryty 8' Salicjonał 8' Oktawa 4’ Flet rurkowy 4' Flet leśny 2' Kwartan 2x 8' | Subbas 16' | Manuał-Pedał Manuał-Super |